# بوب مكاتي
بوب مكاتي (بالإنجليزية: Bub McAtee)‏ هو لاعب كرة قاعدة أمريكي، ولد في مارس 1845 في تروي في الولايات المتحدة، وتوفي بنفس المكان في 18 أكتوبر 1876.

## وصلات خارجية
- بوب مكاتي على موقعبيزبول رفرنس.كوم (الدوري الرئيسي) (الإنجليزية)